# Hodonín u Nasavrk

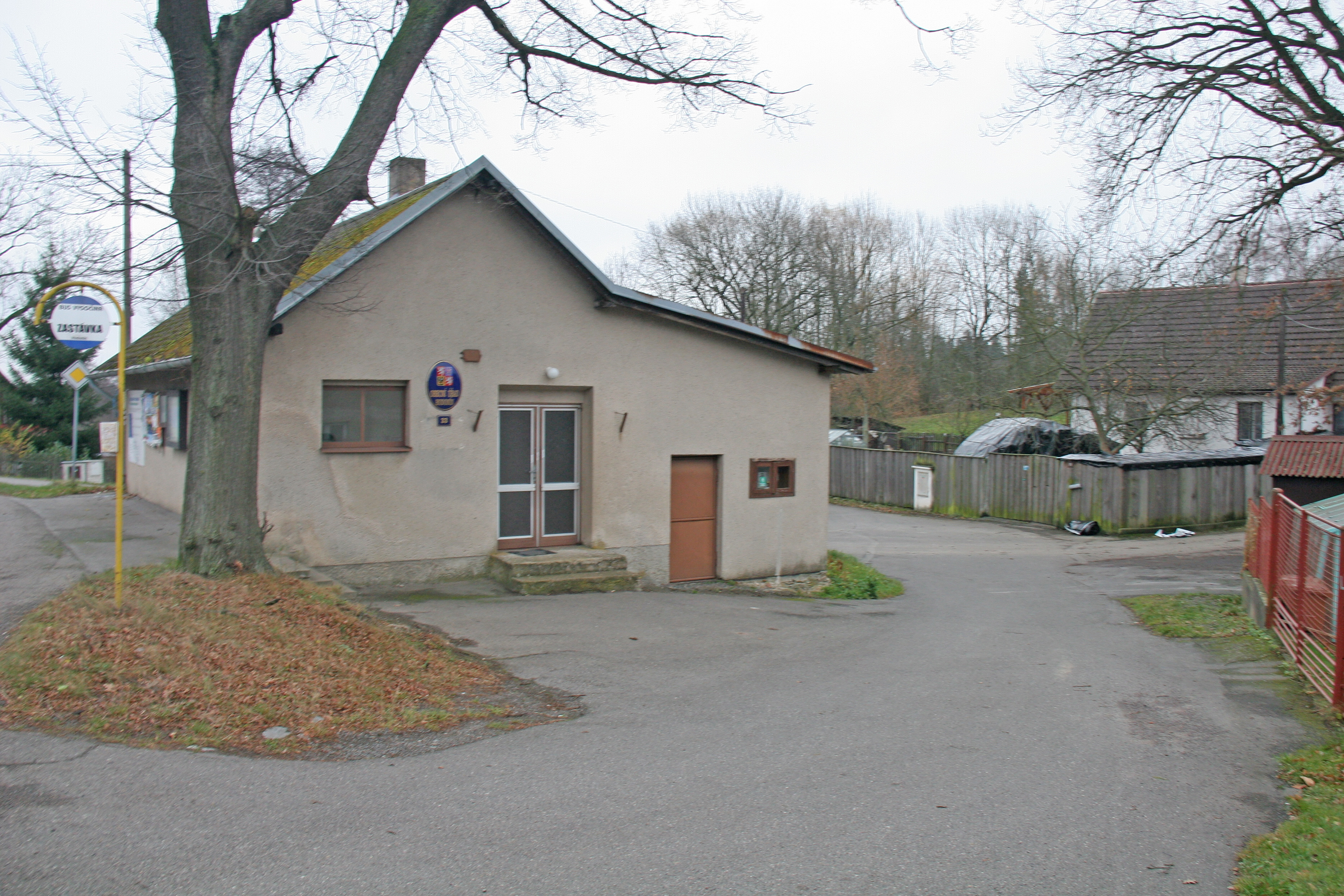
Gemeindeamt

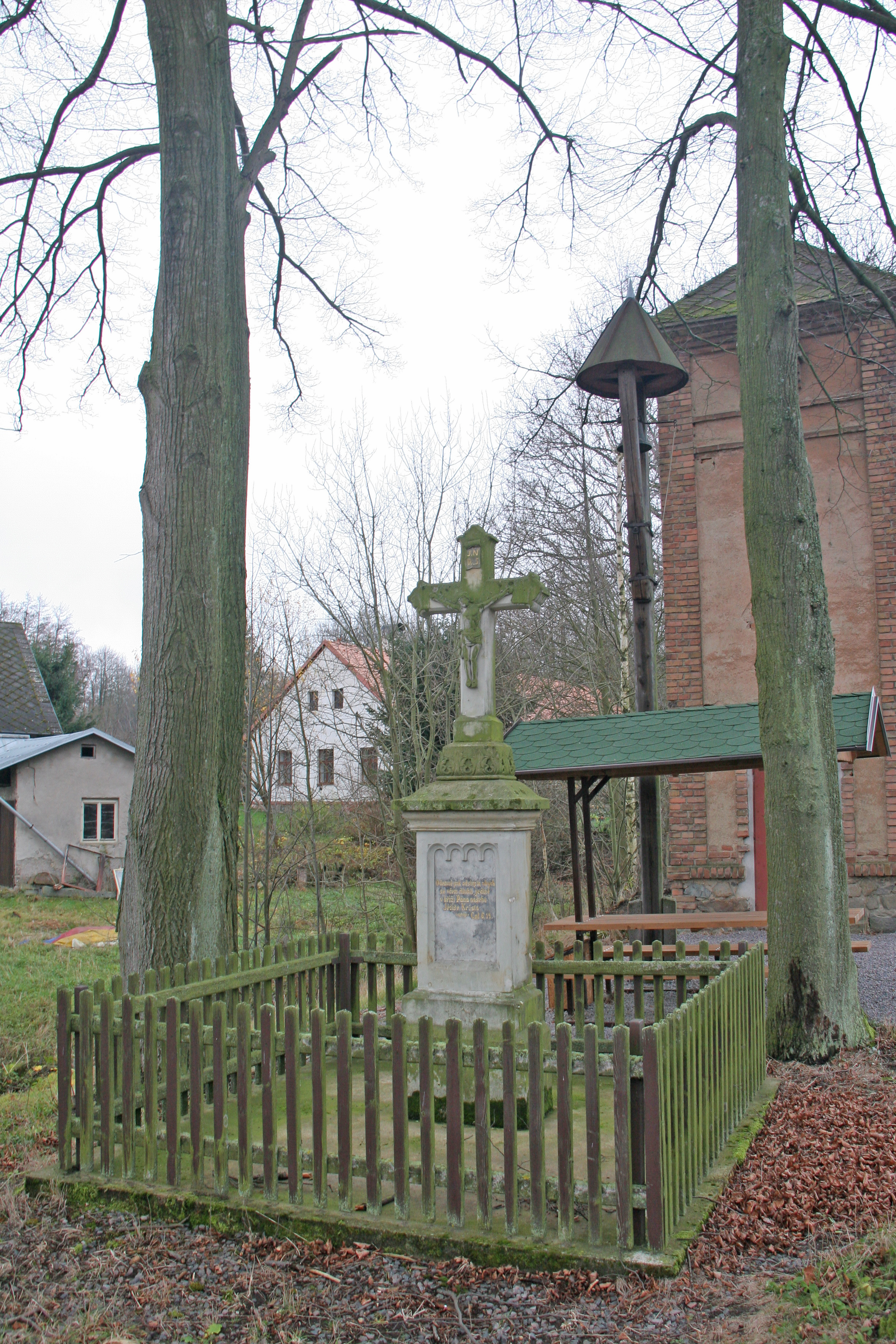
Glockenbaum und Kreuz auf dem Dorfplatz

Hodonín (deutsch Hodonin) ist eine Gemeinde in Tschechien. Sie befindet sich anderthalb Kilometer südwestlich von Nasavrky im Zentrum des Eisengebirges und gehört zum Okres Chrudim.

## Geographie
Hodonín liegt im Landschaftsschutzgebiet CHKO Železné hory und erstreckt sich entlang eines linken Zuflusses zum Debrný potok. Durch Hodonín verläuft die Staatsstraße II/337 zwischen Nasavrky und Bojanov, von der im Ort die II/344 nach Chotěboř 
abzweigt. Südlich erheben sich die Bučina (611 m n.m.) und der Plesný (611 m n.m.), im Südwesten der Krásný (614 m n.m.) und westlich die Planina (564 m n.m.).
Nachbarorte sind České Lhotice und Hradiště im Norden, Nasavrky im Nordosten, Kvítek und Ctětín im Osten, Nová Ves, Vranov und Rohozná im Südosten, Kameničky, Tarabka und Travná im Süden, Javorné und Krásné im Südwesten, Lupoměchy und Polánka im Westen sowie Libkov und Vedralka im Nordwesten.

## Geschichte
Die erste schriftliche Erwähnung von Godona erfolgte 1329, als der Abt Jaroslav und der Prior Všeslav des Benediktinerklosters Wilmzell den wüsten Bojanover Sprengel mit Ausnahme von Křižanovice an Heinrich von Lichtenburg zur Wiederbesiedlung überließen. Die Gegend kam damit unter die Verwaltung der Lichtenburg, zum Ende des 14. Jahrhunderts erwarb das Kloster das Gebiet zurück. Nachdem das Kloster 1421 von den Hussiten zerstört worden war, bemächtigte sich Jan Hervít von Rušinov auf Wichstein des Bojanover Sprengels. Im Jahre 1436 belehnte König Sigismund Jan Hervít von Rušinov, der inzwischen auch Besitzer der Herrschaften Lichtenburg und Heřmanův Městec geworden war, mit dem Bojanover Sprengel und der Burg Oheb. Markvart Špína von Jenišovice verkaufte die Burg Oheb 1491 an Nikolaus Trčka von Lípa auf Lichtenburg. Wilhelm Trčka von Lípa veräußerte die Oheber Güter 1555 an die Brüder Albert und Wenzel Robenhaupt von Sucha. Bei der Güterteilung zwischen den Brüdern erhielt Wenzel Robenhaupt von Sucha 1564 die Güter der wüsten Burg Oheb und schlug den Bojanover Sprengel der Herrschaft Seč zu. Zu dieser Zeit bestand Hodonín aus 12 Bauerngütern. Ab 1596 waren die Herren Záruba von Hustířan Besitzer von Seč. 1628 verkaufte Johann Záruba von Hustířan die Herrschaft Seč an den kaiserlichen Oberstleutnant Franz de Cuvier, der sie mit seiner Herrschaft Nassaberg vereinigte. Nach dem Tod von Emanuel de Cuvier († 1663) fiel die Herrschaft Nassaberg mit Seč und Bojanov dessen Mutter, Rosina de Cuvier, geborene von Heiden zu, die in zweiter Ehe mit Nikolaus von Schönfeld verheiratet war. 1677 hatte das Dorf 71 Einwohner. 1753 fiel die Herrschaft Nassaberg Johann Adam von Auersperg als Universalerben des mit Joseph Franz von Schönfeld († 1737) erloschenen Grafengeschlechts von Schönfeld zu. 
Im Jahre 1835 bestand das im Chrudimer Kreis gelegene Dorf Hodonin aus 28 Häusern, in denen 235 Personen, darunter zwei protestantische Familien, lebten. Pfarrort war Nassaberg. Seit 1839 gehörte das Dorf zur Gemeinde Lipkow. Bis zur Mitte des 19. Jahrhunderts blieb Hodonin der Herrschaft Nassaberg untertänig.
Nach der Aufhebung der Patrimonialherrschaften bildete Hodonín 1849 einen Ortsteil der Gemeinde Lipkov im Gerichtsbezirk Nassaberg. Ab 1868 gehörte das Dorf zum politischen Bezirk Chrudim. 1869 hatte Hodonín 212 Einwohner. Im Jahre 1900 lebten in dem Dorf 220 Personen, 1910 waren es 235. Die Güter blieben bis zum Ersten Weltkrieg im Besitz der Fürsten Auersperg auf Nassaberg. Im Jahre 1920 löste sich Hodonín von Lipkov los und bildete eine selbstständige Gemeinde. 1961 hatte das Dorf 168 Einwohner. Im Jahre 1964 wurde Hodonín nach České Lhotice eingemeindet. Seit dem 31. August 1990 ist der Ort wieder selbstständig. Seit 2005 führt die Gemeinde ein Wappen und Banner.

## Sehenswürdigkeiten
- Hölzerner Glockenbaum und steinernes Kreuz auf dem Dorfplatz
- Flurkreuz am Ortsrand
- Naturdenkmal V Koutech, östlich des Dorfes
- Freilichtmuseum Země Keltů, östlich von Hodonín
- Aussichtsturm Boika auf der Anhöhe nördlich von Hodonín, errichtet 2006. Die nach den Boiern benannte Holzkonstruktion hat eine Höhe von 14,5 m; die Aussichtsplattform liegt in 11 m Höhe.[5]